# Cléombrote Ier
Pour les articles homonymes, voir Cléombrote.
Cléombrote Ier (en grec ancien Κλεόμϐροτος / Kleómbrotos) est régent de Sparte de 480 à 479 av. J.-C.
Membre de la famille des Agiades, il est le fils d'Anaxandridas II et le frère de Cléomène Ier et de Léonidas. À la mort de ce dernier, il devient le tuteur de son neveu Pleistarchos, fils de Léonidas, et dirige l'infanterie grecque au début de la deuxième guerre médique. Il est le père de Pausanias.